# Halobates princeps
Halobates princeps White, 1883 è un insetto della famiglia Gerridae, diffuso in Australasia.  La specie è stata descritta nel 1883 da Francis Buchanan White nell'ambito di una ampia monografia sulle specie del genere Halobates raccolte durante la spedizione oceanografica dell'H.M.S. Challenger (1873–1876).

## Distribuzione e habitat
Questa specie ha un ampio areale che comprende le acque costiere di Malaysia, Borneo, Giava, Sumbawa, Sulawesi, Filippine, Australia settentrionale, Nuova Guinea, Palau, isole Salomone, isole di D'Entrecasteaux, isole Louisiade, Nuova Britannia e Timor Est.

## Biologia
Sono insetti pattinatori marini che popolano pozze poco profonde formatesi tra blocchi corallini emergenti con la bassa marea; hanno la peculiare abitudine di uscire fuori dall'acqua per riposare sulle creste emerse.